# Plage de Nugal
 (juin 2025).
La plage de Nugal est une plage  nudiste sur la riviera de Makarska en Croatie, entre les villes de Makarska et Tučepi. Située dans une baie de galets entourée de falaises abruptes, la plage n'est accessible qu'à pied par un sentier caillouteux le long de la côte depuis Makarska (30 minutes de marche) ou depuis Tučepi.
La plage et ses environs ont été victimes d'un incendie, le 1er août 2021.

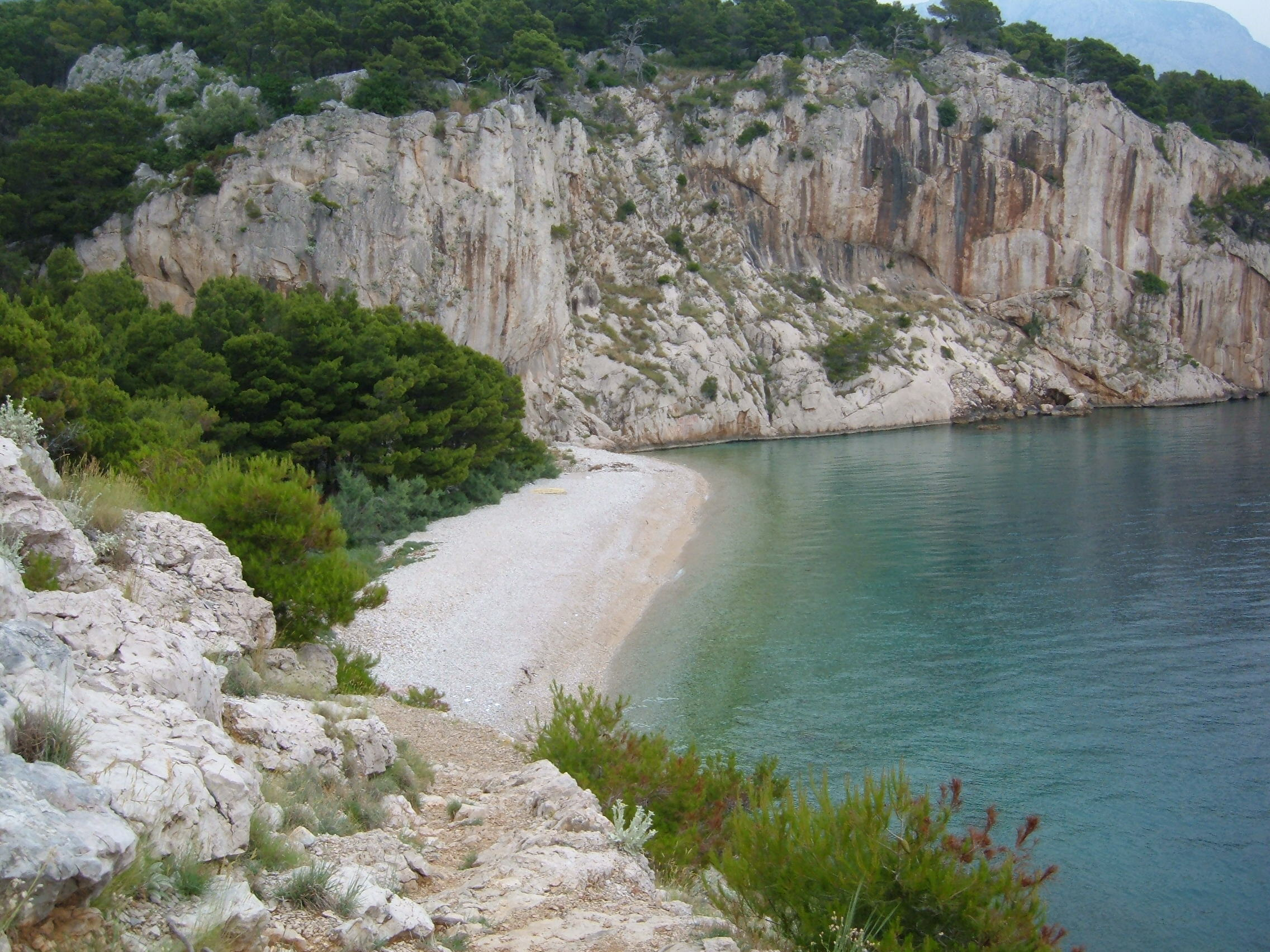
Plage de Nugal
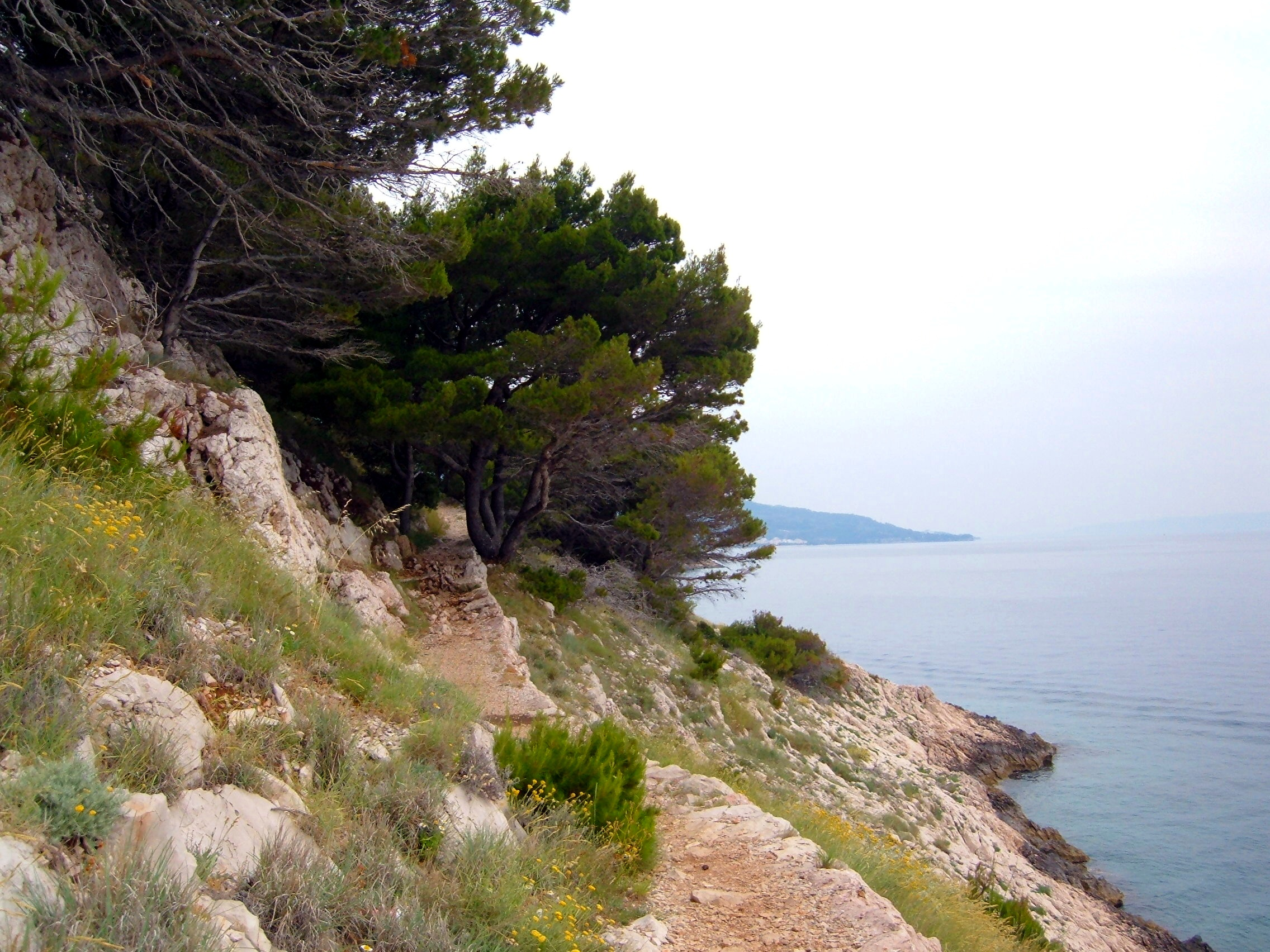
Le chemin vers la plage de Nugal